# Норман, Кеннет Рой

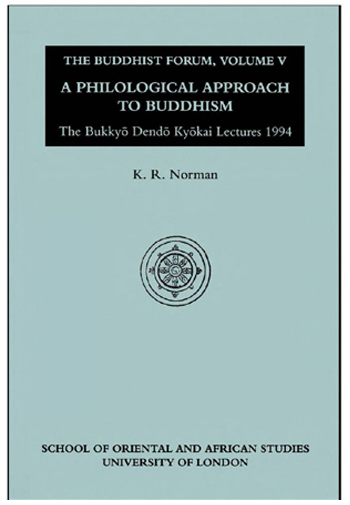

Кеннет Рой Норман (1925—2020) — британский востоковед, специалист по языку пали и пракритам, с 1981 по 1994 год президент Общества палийских текстов, визит-профессор Школы восточных и африканских исследований Лондонского университета (SOAS), автор перевода нескольких текстов Типитаки.